# 全相尭

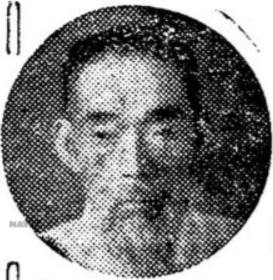
1954年ごろ

全 相尭（チョン・サンヨ、朝鮮語: 전상요/全相堯、1883年12月8日 - 没年不明）は、朝鮮の独立運動家、大韓民国の政治家。第3代韓国国会議員。

## 経歴
朝鮮の江原道旌善郡（現・韓国江原道領）出身。漢文を学んだ後、1906年に李鉉範、李鍾奎などと義兵を組織し、嶺西地方の李康秊の義兵部隊と合流し旌善郡地域で日本軍と戦ったが、敗れた。1919年の三・一運動の時に慶尚北道の安東で日本の官憲に逮捕され、大邱刑務所に投獄されたが、服役中に脱獄し旌善郡に戻り、光復まで同郡北面北坪里の山中に隠居した。その後は旌善郷校儒林会会長、旌善郡北面長、改憲闘争江原道代表、旌善郡農民会長、自由党旌善郡党副委員長などを務めた。1954年の第3代総選挙に旌善郡より無所属で立候補して当選し、国会議員となった。また、該当の選挙で当選した国会議員の中で当時72歳と最年長であり、開院式では司会を務めた。著書に1956年の『鴎岩建議録』のほか、発行年不明の『鴎岩集』がある。退任以降の動向について情報がなく、没年不詳。いくつかの文献では1971年に死去したとされている。